# Matija Škarabot
Matija Škarabot, slovenski nogometaš, * 4. februar 1988, Nova Gorica.
Škarabot je profesionalni nogometaš, ki igra na položaju branilca. Od leta 2023 je član italijanskega kluba Gemonese 1919. Pred tem je igral za slovenske klube Gorico, Adrio, Olimpiji in Primorje, belgijski Gent, hrvaško Rijeko ter italijansko Pro Gorizio. Skupno je v prvi slovenski ligi odigral 136 tekem in dosegel tri gole. Bil je tudi član slovenske reprezentance do 20 in 21 let.